# 蒙哥马利·布莱尔
蒙哥马利·布莱尔（Montgomery Blair，1813年5月10日—1883年7月27日），美国政治家，曾任美国邮政部长（1861年-1864年）。

## 生平
布莱尔出生于肯塔基州富兰克林县。1835年，布莱尔从美国军事学院毕业，但在参加塞米诺尔战争一年后即离开美国陆军，转而学习法律并在密苏里州圣路易斯开始律师执业。1852年，布莱尔搬迁至马里兰州并在美国最高法院从事律师职业。1857年，布莱尔与乔治·蒂克纳·柯蒂斯一起担任了《德雷德·斯科特诉桑福德案》的原告律师。
不同于来自边境州的政客，同其他推祟国家主义的民主党人一样的布莱尔一家在《堪萨斯-内布拉斯加法案》通过后不久就离开了民主党，转而加入了新成立的共和党。1860年，布莱尔活跃于亚伯拉罕·林肯的总统竞选阵营。在当选总统后，林肯邀请布莱尔出任美国邮政部长，并希望他能对南方州采取坚定的立场，以平衡与内阁主张和解的阁员之间的力量之比。布莱尔从1861年开始担任邮政部长，直至1864年9月他的辞呈获得林肯的批准。林肯此举可能是为了平息共和党内激进派的敌意，因为激进派称只有布莱尔辞职他们才不会支持约翰·F·弗雷蒙成为共和党下届总统候选人。针对林肯的行为，布莱尔告诉妻子总统是出于好意，这样做对大家都有利。在离开内阁后，布莱尔仍然参与了林肯第二任总统选举的竞选阵营，林肯与布莱尔一家一直保持着紧密的联系。
在主政邮政部期间，布莱尔推动了多项改良和革新，例如建立自由城市投递制度、采用邮政汇票系统和使用铁路邮政车等。
美国南北战争结束后，由于与共和党的重建计划意见不和，布莱尔重返民主党。
布莱尔的居所位于今天马里兰州银泉，在内战期间联盟国军攻击华盛顿特区时被焚毁。1883年7月27日，布莱尔在银泉逝世。

## 家庭
布莱尔的父亲是《华盛顿环球报（Washington Globe）》编辑、安德鲁·杰克逊总统时期民主党的突出人物弗朗西斯·普雷斯顿·布莱尔，妻子是新罕布什尔州州长、美国海军部长、美国财政部长、美国最高法院大法官利瓦伊·伍德伯里的女儿玛丽·伊丽莎白·伍德伯里。布莱尔的弟弟小弗朗西斯·普雷斯顿·布莱尔是美国参议院议员、美国众议院议员、1868年美国副总统民主党候选人，表弟本杰明·格拉茨·布朗是美国参议院议员、密苏里州州长、1872年美国副总统民主党候选人。布莱尔与玛丽的曾孙蒙哥马利·克利夫特是电影演员。